# 金石学
金石学或稱銘刻學（英語：Epigraphy），是文字學中主要研究青銅器及石器，特别是其上的文字铭刻及拓片；广义上还包括竹简、甲骨、玉器、砖瓦、封泥、兵符及明器等一般文物。
金石学研究涉及文字学、历史、书法、文学、图书学等方面。在大中華地區，金石學於汉朝就已经出现，但在宋朝和清朝最为发达；而在西方世界，金石學起源於印度及波斯。宋朝石鼓文的出土和清末甲骨文的发现是金石学的重要里程碑。
金石学不等于现代的考古学。在当代，金石学经常和其他学科融合，而不是一门独立学问。

## 外部連結
- 陳芳妹：〈宋古器物學的興起與宋仿古銅器（页面存档备份，存于）〉。
- 陳芳妹：〈金學、石刻與法帖傳統的交會--《歷代鐘鼎彝器款識法帖》宋拓石本殘葉的文化史意義（页面存档备份，存于）〉。
- 曾藍瑩：〈清乾嘉時期的訪碑活動與文化生產〉（2012）